# Cosmia rubella
Cosmia rubella là một loài bướm đêm trong họ Noctuidae.